# Molophilus uniformis
Molophilus uniformis är en tvåvingeart som först beskrevs av Blanchard 1852.  Molophilus uniformis ingår i släktet Molophilus och familjen småharkrankar. Inga underarter finns listade i Catalogue of Life.